# Željezno Žumberačko
Željezno Žumberačko es una localidad de Croacia en el municipio de Žumberak, condado de Zagreb.

## Geografía
Se encuentra a una altitud de 398 m s. n. m. a 66,7 km de la capital nacional, Zagreb.

## Demografía
En el censo 2011, el total de población de la localidad fue de 39 habitantes.